# Acronicta tiena
Acronicta tiena är en fjärilsart som beskrevs av Rudolf Püngeler 1906. Acronicta tiena ingår i släktet Acronicta och familjen nattflyn. Inga underarter finns listade i Catalogue of Life.